# 2dF Galaxy Redshift Survey

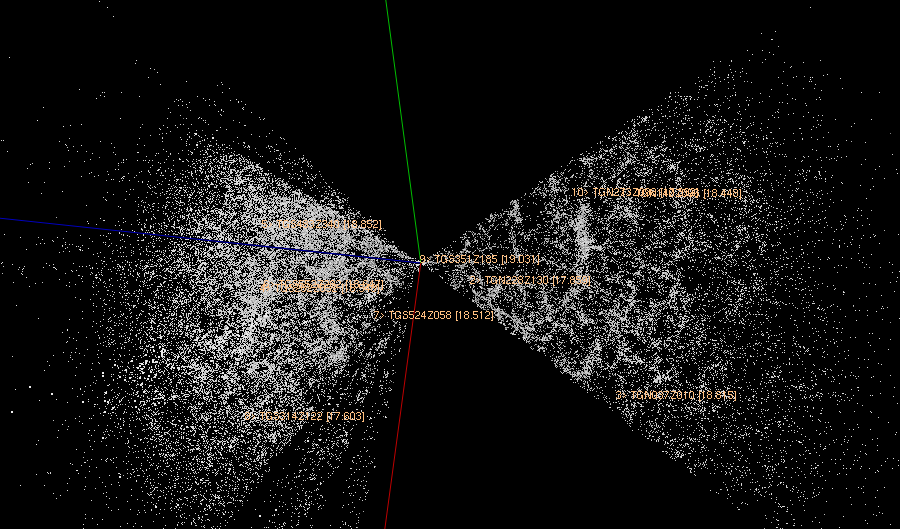
Rendering dei dati 2dFGRS

2dF Galaxy Survey (Two-degree Field Galaxy Redshift Survey), comunemente abbreviata in 2dF o 2dFGRS, è un rilevamento degli spostamenti verso il rosso condotto dall'Osservatorio anglo-australiano (AAO) tra il 1997 e l'11 aprile 2002, utilizzando il Telescopio Anglo-Australiano da 3,9 m.
I dati ottenuti con questa indagine sono stati resi pubblici il 30 giugno 2003.
L'indagine ha rilevato la struttura a larga scala di due grandi porzioni dell'Universo fino a una profondità di 2,5 miliardi di anni luce (redshift ~ 0.2). All'epoca questa era la più estesa rilevazione di redshift compiuta tra il 1998 (superando la Las Campanas Redshift Survey) e il 2003, quando fu superata dalla  Sloan Digital Sky Survey. Due membri del team, Shaun Cole e John Peacock, hanno ricevuto il Premio Shaw in Astronomia per i risultati ottenuti con l'indagine 2dFGRS.

## Descrizione
L'indagine 2dF ha coperto un'area di 1.500 gradi quadrati, investigando regioni sia nel polo nord celeste che nel polo sud celeste. 
Il nome ufficiale dell'indagine deriva dal fatto che lo strumento utilizzato aveva un campo di vista del diametro di due gradi.
L'area selezionata per le osservazioni era già stata precedentemente investigata dall'APM Galaxy Survey. 
Le regioni oggetto d'indagine coprono all'incirca 75 gradi di ascensione retta in entrambe le bande nord e sud; invece la declinazione della banda polare nord copriva 7,5 gradi, mentre nella regione sud furono coperti 15 gradi. Sono stati inoltre investigati centinaia di campi isolati di due gradi nella regione sud.
Complessivamente è stata misurata la fotometria di 382.323 oggetti, ricavando lo spettro di 245.591 oggetti, dei quali 232.155 erano galassie (221.414 
con spettri di buona qualità), 12.311 erano stelle e 125 erano quasar.
L'indagine ha richiesto in totale 272 notti di osservazioni suddivise in oltre 5 anni.

## Risultati dell'indagine

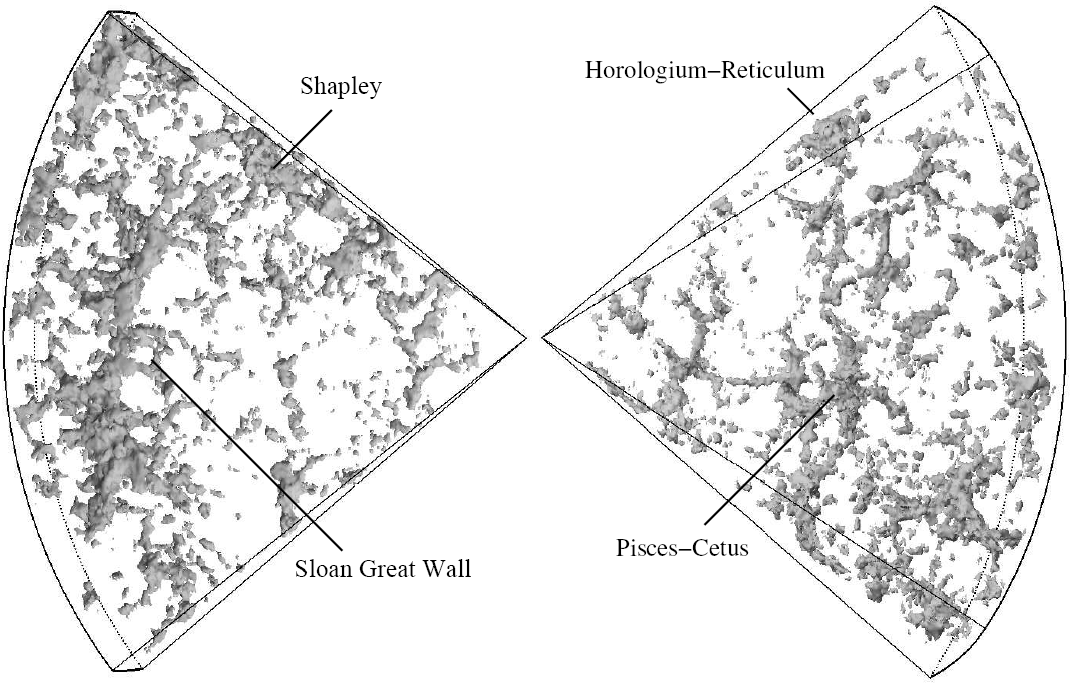
Ricostruzione con DTFE delle parti interne della 2dF Galaxy Redshift Survey.

I principali risultati ottenuti nel campo della cosmologia dall'indagine 2dF sono:
- La misura del parametro densità della materia non relativistica (barioni, materia oscura e neutrini)
- Rilevamento delle oscillazioni acustiche dei barioni con la conseguente relazione tra la densità della materia barionica e quella della materia oscura
- Limiti ai contributi dei neutrini pesanti alla materia oscura, ponendo un limite di 1,8 eV alla somma delle masse delle tre famiglie di neutrini.

Tutti questi risultati sono in accordo con le misure ottenute da altri importanti esperimenti, in particolare la WMAP. I risultati confermano il modello modello cosmologico standard (Modello Lambda-CDM).
L'indagine 2dF ha anche prodotto una visione estensiva dell'ambiente cosmico locale. La ricostruzione in 3-D della parte interna dell'indagine mostra le strutture dell'universo vicino. Sono identificabili alcuni superammassi di galassie come lo Sloan Great Wall, una delle più grandi strutture conosciute nell'universo attuale, oltre allo Huge-LQG.